# Proyección de Aitoff

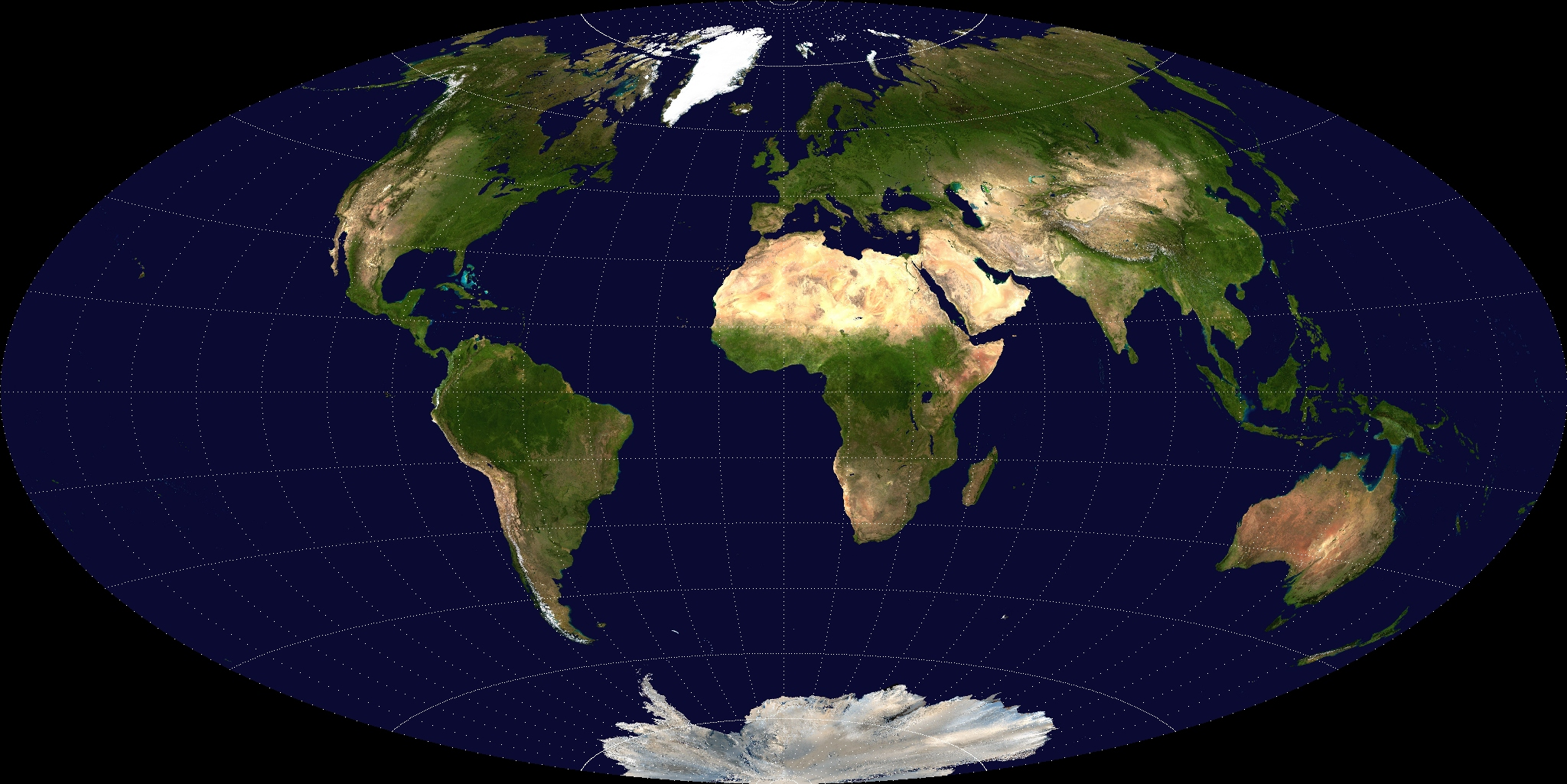
Una proyección de Aitoff de la Tierra

La proyección de Aitoff es una proyección azimutal modificada, que no es equivalente (distorsiona las proporciones de las áreas) y no es conforme (distorsiona las formas). Fue propuesta en 1889 por el cartógrafo ruso David Aitoff (1854-1933).
Esta proyección es un artefacto matemático y                                                                                                                                                                                                                                                            no una representación de una construcción geométrica. Se construye con el hemisferio central de la proyección azimutal equidistante añadiendo a ambos lados el resto del globo doblando la escala horizontal hasta formar una elipse el doble de ancha que de alta. La escala es constante a lo largo del Ecuador y del meridiano central.

{\displaystyle x<5-6=\mathrm {azeq} _{x}\left({\frac {\lambda }{2}},\phi \right)\,}

{\displaystyle y={\frac {1}{2}}\mathrm {azeq} _{y}\left({\frac {\lambda }{2}},\phi \right)}

donde:
- {\displaystyle \mathrm {azeq} _{x}} es la componentes x de la proyección azimutal equidistante,
- {\displaystyle \mathrm {azeq} _{y}} es la componentes y de la proyección azimutal equidistante,
- {\displaystyle \lambda } es la longitud del meridiano central y
- {\displaystyle \phi } es la latitud.

De forma explícita, la proyección es:

{\displaystyle x={\frac {2\cos(\phi )\sin \left({\frac {\lambda }{2}}\right)}{\mathrm {sinc} (\alpha )}}\,}

{\displaystyle y={\frac {\sin(\phi )}{\mathrm {sinc} (\alpha )}}\,}

donde:
- {\displaystyle \alpha =\arccos \left(\cos(\phi )\cos \left({\frac {\lambda }{2}}\right)\right)\,} y
- {\displaystyle \mathrm {sinc} (\alpha )} es la función sinc no normalizada con la discontinuidad eliminada,
- {\displaystyle \lambda } es la longitud del meridiano central y
- {\displaystyle \phi } es la latitud.

Tres años más tarde, Ernst Hermann Heinrich Hammer sugirió el uso de la proyección azimutal de Lambert en la misma forma que la de Aitoff, definiendo la proyección de Hammer. Aunque Hammer fue cuidadoso en citar a Aitoff, ha habido alguna confusión desde entonces, ya que la proyección Hammer ha sido atribuida a Aitoff.